# Philippe El Khazen
 (août 2020).
Pour les articles homonymes, voir Khazen.
Philippe Hanna El Khazen (فيليب حنا الخازن), né le 12 juin 1921 à Beyrouth et mort le 6 mars 1996 à Jounieh, est un professeur agrégé en médecine et homme politique libanais originaire du village de Ghosta dans le casa du Kesrouan au Liban. 
Il a été élu député dans la région du Kesrouan de 1968 à 1972 sous le mandat du président Charles Hélou. Officier de la Légion d’Honneur, titre décerné par le président Giscard d'Estaing, il est également nommé Chevalier de l’Ordre du Cèdre, et Commandeur à titre posthume.

## Biographie
Philippe Hanna El Khazen est né dans une famille chrétienne libanaise, d'origine seigneuriale au titre de grand Cheikh. Il est le fils du médecin émérite Hanna El Khazen, et de la princesse Samia Chehab, fille de l'émir Malek Chéhab, et a deux frères, Malek et Farid.

### Formation
Élève lauréat des jésuites de Beyrouth, il entreprend des études de médecine à l'université Saint-Joseph de Beyrouth où il obtient son doctorat en 1945. Il se spécialise en France l'année suivante où il revient agrégé en pathologie médicale. Il enseigne par la suite cette matière à Beyrouth avant de devenir médecin-chef de l'Hôpital Geitaoui fondé par son père en 1927. Il dirige l’hôpital pendant de nombreuses années et contribue à sa rénovation. Il préside le Comité médical de l’Hôpital avant de devenir président du Conseil d’administration de 1952 à 1987.  

### Vie personnelle
Il épouse Renée Camille Akl en 1951, fille d’un homme d’affaires émigré et ancien membre du parlement, pionnière de l’architecture du paysage au Liban vers la fin des années 60, dont des projets exécutés à l’international, notamment en Amérique latine, en Europe et au Moyen-Orient. Renée Camille Akl El Khazen préside la Croix Rouge Libanaise en 1969 et est à l’origine de la réhabilitation de la section de Jounieh. Ils ont deux enfants, Jean-Philippe et Neda. 

### Engagements politiques
Philippe Hanna El Khazen est élu député du Kesrouan en octobre 1968 sur la liste de l'Alliance Tripartite. Cette liste comprenait alors les principaux partis chrétiens et s'alignait sur la politique de l'ancien président Fouad Chéhab. Il est membre de plusieurs commissions  parlementaires dont celle relative à la Santé. En 1969, il fonde la Ligue Maronite et en devient vice-président. Cet organisme œuvre au maintien des liens entre maronites émigrés et leur pays d'origine. Francophile, il adhère en 1970 à l’Association Internationale des Parlementaires de la Francophonie, et participe à des réunions aux côtés de l’ancien président Charles Hélou.
En 1980, il co-fonde avec l’éminent avocat George Jabre le parti de l’Union Démocrate Chrétienne Libanaise (UCDL) et devient son vice-président. L'UCDL est un parti affilié à l’Internationale Démocratie Chrétienne qui prône l’indépendance, la souveraineté, l’égalité fondamentale entre concitoyens, la justice, en accord avec les droits humains universels, et la solidarité dans un État de droit. En sa qualité de vice-président de l'UDCL, il entretient des liens politiques étroits et plaide la cause du Liban auprès de hauts responsables européens, notamment en Allemagne, en France, Pologne, Italie ainsi qu’au Saint-Siège. 
Entre les années 1977 et 1982, Philippe Hanna El Khazen fait également partie du cercle restreint de Bachir Gemayel, et est un de ses conseillers politiques.  

### Archives de la famille
La famille El Khazen fait partie des grandes familles libanaises qui ont préservé une partie de leurs archives. Philippe Hanna El Khazen a conservé les archives de sa famille, notamment celles des trois consuls de France à Beyrouth. Ces documents ont été photographiés par la Direction Générale des Antiquités (DGA) avant d’être classés, enregistrés et déposés au musée national de Beyrouth.

### Fin de vie
Il meurt le 6 mars 1996 à l’âge de 75 ans des suites d'une crise cardiaque. Il sera inhumé à Ghosta lors d’importantes obsèques auxquelles ont assisté les parents et amis, des représentants de l’État libanais, des collègues médecins, des membres de la Ligue Maronite et des hommes de lettres.  

## Décorations
- Officier de la Légion d’Honneur, titre décerné par le président Giscard d’Estaing dans les années 1970.
- Il est nommé Chevalier de l’Ordre national du Cèdre en signe de reconnaissance pour ses services rendus  à la nation dans les domaines médical, scientifique et politique et puis nommé Commandeur à titre posthume.